# Baldonnel
 (janvier 2021).
Si vous disposez d'ouvrages ou d'articles de référence ou si vous connaissez des sites web de qualité traitant du thème abordé ici, merci de compléter l'article en donnant les références utiles à sa vérifiabilité et en les liant à la section « Notes et références ».
Pour l’article homonyme, voir Baldonnel (Irlande).
Baldonnel est une communauté canadienne de la Colombie-Britannique située dans le district régional de Peace River.